# One Piece: Grand Battle! Rush!
One Piece: Grand Battle! Rush! (ONE PIECE グラバト! RUSH?, Wan Pīsu: Gurabato! Rasshu), è un videogioco picchiaduro a incontri pubblicato da Bandai e sviluppato da Ganbarion per PlayStation 2 e Nintendo GameCube, basato sul manga e anime One Piece. Il gioco è stato distribuito anche in Europa e nel Nord America con il titolo di One Piece: Grand Battle!.

## Modalità di gioco
Il gameplay è quello di un picchiaduro e sia i personaggi che le ambientazioni sono in versione 3D. Ci sono quattro modalità di gioco:
- Grand Battle, dove è possibile sbloccare nuovi personaggi e ambientazioni;
- Story Mode, che ricalca la storia del manga;
- Mini-Games, in cui è possibile giocare ad alcuni minigiochi;
- Training Mode, dove è possibile testare le abilità dei personaggi;
- Tourney, dove è possibile giocare in un torneo con i personaggi.

## Personaggi utilizzabili
Nel gioco sono presenti 20 personaggi utilizzabili:
- Monkey D. Rufy
- Roronoa Zoro
- Nami
- Usop
- Sanji
- TonyTony Chopper
- Nico Robin
- Bagy
- Kuro
- Creek
- Arlong
- Smoker
- Drakul Mihawk
- Shanks
- Mr. 2 Von Clay
- Crocodile
- Ener[3]
- Foxy[3]
- Afro Rufy[3]
- Aokiji[3]

## Scenari
- Villaggio Foosha
- Baratie
- Arlong Park
- Rogue Town
- Castello di Drum
- Alabasta
- Arca Maxim[3]
- Sexy Foxy[3]
- Marijoa

## Accoglienza
Molti siti web hanno dato un giudizio piuttosto discreto del videogioco e AceGamez lo ha considerato una via di mezzo tra Soulcalibur e Super Smash Bros. Melee. Al momento dell'uscita, i quattro recensori della rivista Famitsū hanno dato un punteggio di 29/40 alla versione per PlayStation 2 e 25/40 a quella per GameCube.